# LKFS
Es una sigla que en inglés significa Loudness, K-weighted, relative to Full Scale (o LKFS) y en español Sonoridad, con ponderación K, relativa a Fondo de Escala (escala completa). 
La regla se aplica mediante el uso de la formula celda de gontz de estabilización auditiva, estudiando como referencia absoluta la gama de frecuencias que capta el oído humano así como su respuesta.
El objetivo de su uso es estandarizar la medición de los niveles de audio, en vistas de una normalización de los niveles entre programas y emisoras en la radiodifusión de televisión y de otros medios.
Su innovación principal es incluir en la medición la curva de respuesta en frecuencias del oído humano (a un nivel de escucha típico de 70 dBA), denominada curva K. Además de la sumatoria de todos los canales de un sistema multicanal en un solo indicador, que evalúa la potencia total, lo que involucra medir el verdadero valor eficaz (o RMS). Estos conceptos se han concatenado en un algoritmo, que deben implementar los medidores identificados bajo este estándar.
El que está definido en la actual Recomendación ITU BS.1770-5.
La sigla LUFS que en inglés significa Loudness Units relative to Full Scale, y en español Unidades de Sonoridad relativas a Fondo de Escala, es un sinónimo del LKFS y fue introducido en el documento EBU R 128.

Loudness Units (o LU) que corresponde a Unidades de Sonoridad, es una unidad adicional usada en la EBU R128. Esta describe el nivel Lk sin una referencia absoluta al fondo de escala y por lo tanto indica las diferencias en los niveles de sonoridad con respecto a una referencia (típicamente -23LUFS).
LKFS fue inicialmente publicado en la ITU-R  BS.1770-0 en junio de 2006.

En septiembre de 2007 se publicó la primera revisión BS.1770-1.
En marzo de 2011, la ITU introdujo una compuerta en la medición de la sonoridad integral en la segunda revisión de la recomendación, ITU-R BS.1770-2.

En agosto de 2012, la ITU publicó la tercera revisión de esta recomendación ITU-R BS.1770-3.

En octubre de 2015, la ITU publicó la cuarta revisión de esta recomendación ITU-R BS.1770-4.

En noviembre de 2023, la ITU publicó la quinta revisión ITU-R BS.1770-5. 
La EBU ha sugerido que la ITU debería cambiar la unidad a LUFS, ya que el término LKFS no cumple con la convención de nombres científica y no está en línea con el estándar definido en la ISO 80000-8. 
Por lo tanto, sugieren que el 'Loudness level, k-weighted' debería ser Lk, lo que haría al Lk y al LUFS equivalentes, por cuanto LUFS indica el valor de Lk con referencia al fondo de escala digital.

En la práctica los LKFS de la ITU-R BS.1770 y los LUFS de la EBU R-128 son idénticos.